# Rompecabezas de Altekruse
El rompecabezas Altekruse es un tipo de rompecabezas mecánico inventado por el inventor austríaco William Altekruse.

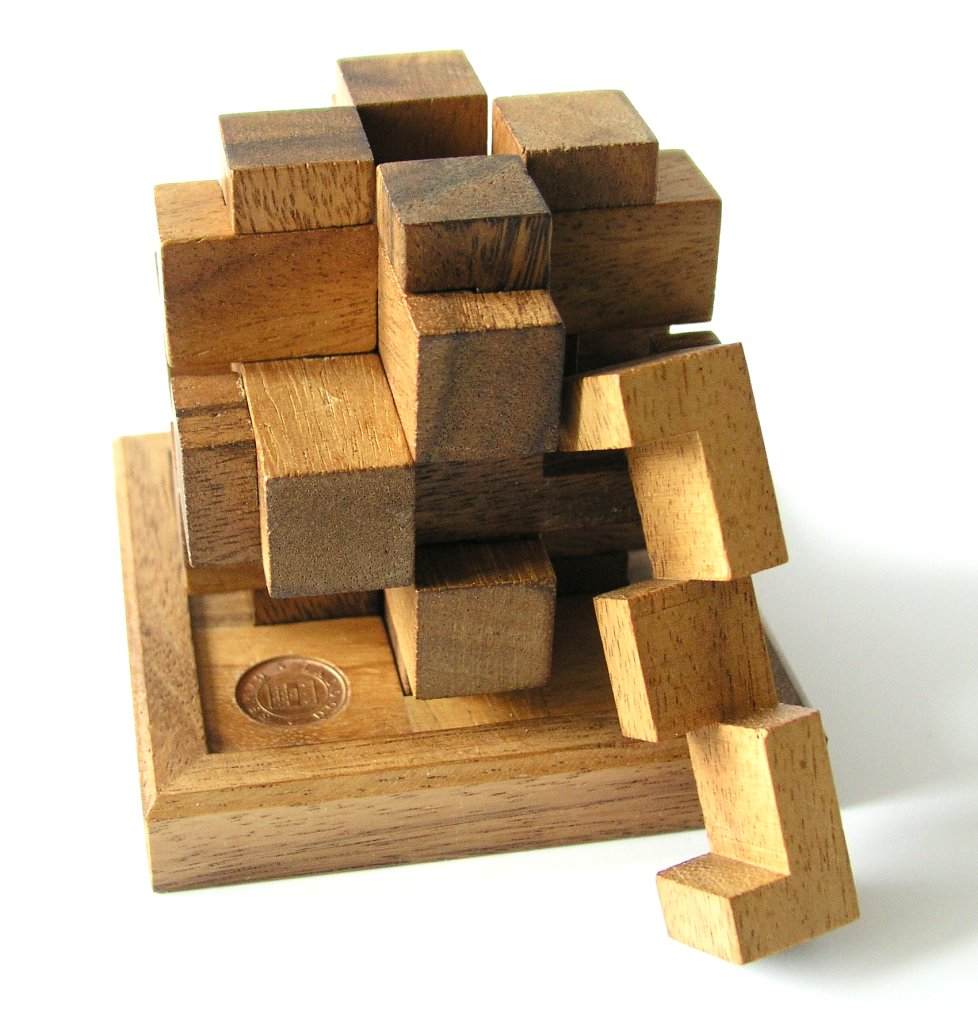
Rompecabezas de Altekruse

El rompecabezas se lanzó por primera vez en 1890 y ha demostrado ser muy popular desde entonces.